# Pistolet Astra A-70
Astra A-70 – hiszpański pistolet samopowtarzalny. Pistolet A-70 został zaprojektowany jako broń przeznaczona do skrytego przenoszenia i samoobrony. Z powodu zastosowania mechanizmu spustowego bez samonapinania nie zdobył większej popularności i został zastąpiony modelem A-75.

## Opis
Astra A-70 była bronią samopowtarzalną. Zasada działania oparta na krótkim odrzucie lufy. Zamek ryglowany przez przekoszenie lufy, rolę rygla pełniła odpowiednio ukształtowana górna część komory nabojowej. Mechanizm spustowy kurkowy, bez samonapinania. Bezpiecznik nastawny ze skrzydełkiem po lewej stronie szkieletu.
Astra A-70 była zasilana z wymiennego, jednorzędowego magazynka pudełkowego o pojemności 8 naboi, umieszczonego w chwycie. Przycisk zwalniania magazynka znajdował się po lewej stronie chwytu, za kabłąkiem spustowym. po wystrzeleniu ostatniego naboju zamek zatrzymywał się w tylnym położeniu, zatrzask zamka po lewej stronie pistoletu.
Lufa gwintowana.
Przyrządy celownicze mechaniczne, stałe (muszka i szczerbinka).